# غرسفاز

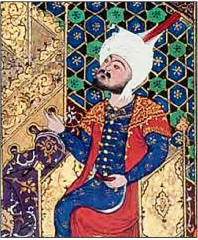
لوحة غرسفاز في الشاهنامه للشاه طهماسب

غرسفاز هي شخصية طورانية أسطورية، ورد ذكرها في الشاهنامة (كتاب الملوك) للشاعر الملحمي الفارسي الفردوسي. وهو شقيق أفراسياب ملك طوران. أقنع شقيقه بقتل سيافاش، مما أدى بدوره إلى عدد من المعارك بين القوات الإيرانية وقوات أفراسياب.